# لورنزو فراری
لورنزو فراری (انگلیسی: Lorenzo Ferrari؛ زادهٔ ۹ مارس ۱۹۹۶) بازیکن فوتبال است.
از باشگاه‌هایی که در آن بازی کرده‌است می‌توان به باشگاه فوتبال هلاس ورونا اشاره کرد.
وی همچنین در تیم‌های ملی فوتبال زیر ۱۶ سال ایتالیا، زیر ۱۷ سال ایتالیا، و زیر ۲۱ سال ایتالیا بازی کرده‌است.